# Катастрофа Boeing 747 під Бомбеєм
Катастрофа Boeing 747 під Бомбеєм — велика авіаційна катастрофа, що сталася 1 січня 1978 року. Пасажирський літак Boeing 747-237B індійської авіакомпанії Air India виконував плановий рейс AI855 за маршрутом Бомбей — Дубай, але через 3 хвилини після зльоту впав в Аравійське море в 3 км від міжнародного аеропорту Санта-Круз. У катастрофі загинули всі 213 осіб, що перебували на борту (190 пасажирів і 23 члени екіпажу).
На момент подій це була найбільша авіакатастрофа в історії Індії (на 2022 рік — друга, після зіткнення над Чархі Дадрі).

## Літак

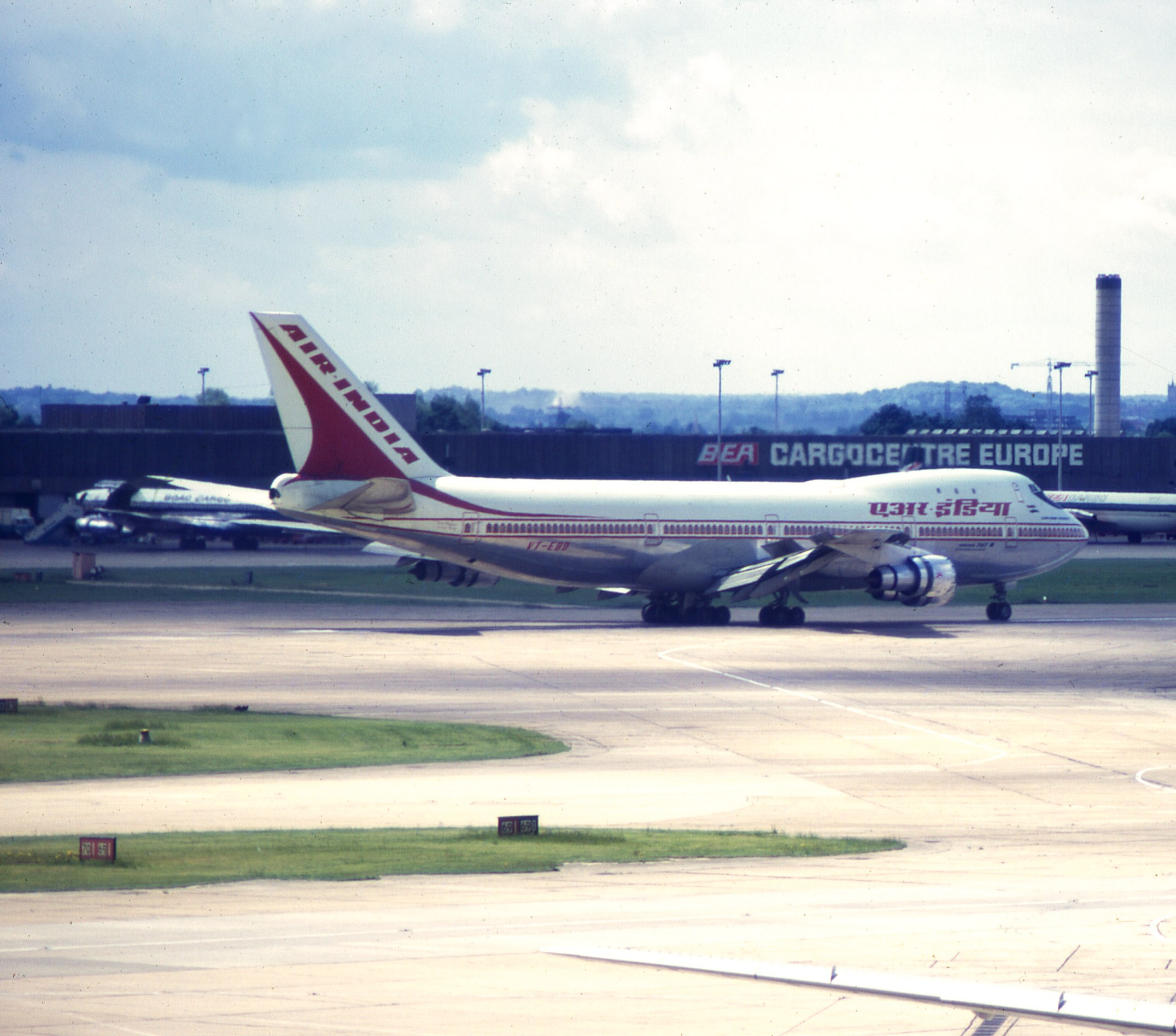
Літак, що зазнав катастрофи в лондонському аеропорті Хітроу (Велика Британія).

Boeing 747-237B (реєстраційний номер VT-EBD, заводський 19959, серійний 124) був випущений в 1971 році (перший політ здійснив 8 березня). 22 березня того ж року було передано авіакомпанії Air-India (у ній він отримав ім'я Emperor Ashoka), ставши першим представником Boeing 747 в її авіапарку. Оснащений чотирма турбовентиляторними двигунами Pratt & Whitney JT9D-7J.

## Екіпаж
Склад екіпажу рейсу AI855 був таким:
- Командир повітряного судна (КПС) — 51-річний Мадан Л. Кукар (англ. Madan L. Kukar). Дуже досвідчений пілот пропрацював в авіакомпанії Air India 21 рік (з 1956 року). Налітав понад 18 000 годин.
- Другий пілот — 43-річний Інду Вірмані (англ. Indu Virmani). Досвідчений пілот, проходив службу у Військово-повітряних силах Індії. В авіакомпанії Air India пропрацював менше 2 років (з 1976 року). Налітав понад 4500 годин.
- Бортінженер — 53-річний Альфредо Фаріа (англ. Alfredo Faria). Попрацював у авіакомпанії Air India 22 роки (з 1955 року). Налітав понад 11 000 годин.

У салоні літака працювали 20 бортпровідників:
- Маюр Авалур (англ. Mayur Avalur), 39 років — старший бортпровідник.
- Вівек Аджинкья (англ. Vivek Ajinkya), 30 років.
- Біна Дабхі (англ. Beena Dabhi), 20 років.
- Джеру Діншоу (англ. Jeroo Dinshaw), 24 роки.
- Аділь Дубаш (англ. Adil Dubash), 31 рік.
- Чемеранде Котак (англ. Chemerande Kothak), 23 роки.
- Калі Котвал (англ. Kali Kotwal), 37 років.
- Джеру Надіршах Котвал (англ. Jeroo Nadirshah Kotwal), 25 років.
- Ранджан Лал (англ. Ranjana Lal), 24 роки.
- Айєша Мадар (англ. Ayesha Madar), 25 років.
- Адхар Маджитія (англ. Adhar Majithia), 26 років.
- Камаль Манек (англ. Kamal Maneck), 22 роки.
- Ділшад Мехта (англ. Dilshad Mehta), 22 роки.
- Кінатінкара Менон (англ. Kinathinkara Menon), 33 роки.
- Мадху Нанда (англ. Madhu Nanda), 25 років.
- Кетту Пеймастер (англ. Kettu Paymaster), 25 років.
- Валлам Мохан Рао (англ. Vallam Mohan Rao), 32 роки.
- Амора Рапсанг (англ. Amora Rapsang), 26 років.
- Нараянсвамі Сабапаті (англ. Narayanswamy Sabapathy), 27 років.
- Амін Шейк (англ. Amin Sheik), 32 роки.

## Хронологія подій
Boeing 747-237B борт VT-EBD виконував рейс AI855 з Бомбею в Дубай. О 20:12 літак злетів з ЗПС № 27 бомбейського міжнародного аеропорту Санта-Круз і почав набір висоти. На його борту знаходилися 23 члени екіпажу та 190 пасажирів.
Після перетину берегової лінії та перебуваючи над водою, екіпаж почав виконувати плановий правий розворот. Після виходу на маршрут літак був випрямлений, але тут командир помітив, що за свідченнями його авіагоризонт літак все ще в правому крені, хоча крила повинні були знаходитися в лівому крені. Мабуть, він спробував виправити крен, але авіагоризонт стояв дома. Тоді КПС сказав: «Що трапилося з моїм приладом?», на що другий пілот зазначив: «На моєму теж крен, все гаразд». Проте насправді авіагоризонт другого пілота показував лівий крен, який створив командир, намагаючись виправити уявний правий. Почувши від другого пілота, що його авіагоризонт теж показує крен, КВС, керуючись показаннями свого приладу, почав, як він вважав, виводити літак із правого крену, насправді збільшуючи лівий.
Лайнер летів на висоті 600 метрів вночі над Аравійським морем, тому пілоти не бачили зовнішніх орієнтирів, за якими могли б визначити своє становище. Зосередившись на авіагоризонті, КПС не дивився на інші прилади, у тому числі на координатор повороту та варіометр. Крім двох основних авіагоризонтів, у кабіні пілотів є ще один резервний; різницю між ними помітив бортінженер, який, побачивши, що лівий крен вже досяг 40 °, сказав командиру: «Не веди туди, не веди туди …». Але крен вліво продовжував зростати, доки досяг 108°. Через 101 секунду після зльоту рейс AI855 під кутом 35—40° впав в Аравійське море за 3 кілометри від берега і повністю зруйнувався. Усі 213 людей на його борту загинули.

## Розслідування
Імовірною причиною катастрофи була названа помилка командира екіпажу, який ввів літак у крен, не знаючи про несправність авіагоризонту і не керуючись при цьому показаннями інших приладів, а також підказками другого пілота та бортінженера.